# Поточні зобов'язання
Пото́чні зобов'яза́ння (П(С)БО 11) — зобов'язання, які будуть погашені протягом операційного циклу підприємства або повинні бути погашені протягом дванадцяти місяців, починаючи з дати балансу.
Довгостроко́ві зобов'яза́ння (П(С)БО 11) — всі зобов'язання, які не є поточними .